# Erik Schmidt
Pour les articles homonymes, voir Schmidt.
Erik Schmidt, né le 28 décembre 1992 à Mayence, est un joueur de handball international allemand. Il évolue avec le club des Füchse Berlin.
Il obtient sa première sélection le 20 septembre 2014 contre la Suisse et a notamment remporté le champion d'Europe 2016.

## Palmarès

### En équipe nationale
- Médaille d'or au Championnat d'Europe 2016 en Pologne